# Berta Schmidt-Eller
Berta Schmidt-Eller (* 16. August 1899 in Leipzig; † 13. Oktober 1987 in Aachen), eigentlich Berta Schmidt, seit 1925 verehelichte Berta Künzell, war eine deutsche Autorin christlicher Literatur.

## Leben
Geboren wurde die Autorin als Berta Schmidt. Ihr Vater war Leiter einer freikirchlichen Gemeinde in Leipzig und Mitherausgeber des Liederbuches „Reichslieder“. Seit 1915 lebte sie in Eller bei Düsseldorf. Da Schmidt ein häufiger Familienname ist, schlug ihr der Verleger ihrer ersten Bücher, Friedrich Bahn in Schwerin, vor, dem Namen eine Ortsbezeichnung hinzuzufügen. Sie veröffentlichte auf diesen Rat hin ihre ersten drei Erzählungen „Maria Carola“, „Und hätte der Liebe nicht“ und „Haus Gudelius“ unter dem Pseudonym Schmidt-Eller. Auch nach der Heirat mit Oskar Künzell 1925 behielt sie den Künstlernamen bei. Im Jahr der Hochzeit wurde ihr Sohn Ekkehard in Düsseldorf geboren. In der Zeit des Nationalsozialismus wurden die christlich geprägten Bücher der Autorin nicht mehr gedruckt. Die mittlerweile geschiedene und alleinerziehende Mutter arbeitete deshalb zuerst als Arzthelferin und später als Betriebsschwester. Nach Kriegsende wurde sie vom R. Brockhaus Verlag dazu animiert, ihre Arbeit als Autorin wieder aufzunehmen. Ihre Erzählungen und Kinderbücher erschienen daher bei Brockhaus in Wuppertal, aber auch im Christlichen Verlagshaus Stuttgart. Von ihr stammen erbauliche Belletristik, Kinder- und Jugendbücher, aber auch Liedtexte und Hörspielbearbeitungen.

## Werke
Bücher (Auswahl)
- Kathrin. Verlag Sonne und Schild, Wuppertal, 1. Auflage 1957, 2. Auflage 1960.
- Rami – die abenteuerliche Geschichte eines kleinen Jungen. Verlag Sonne und Schild Wuppertal 1958
- Der Meisterschuss. 1974.
- Er heißt ganz einfach Peter. ISBN 3-417-23520-0.
- Wer hilft Leonora? Brockhaus R. Verlag GmbH (1974), ISBN 3-417-00373-3.
- Wir kommen über die Brücke. ISBN 978-3-88224-478-6.
- Und vergib uns unsere Schuld. Die Geschichte einer Ehe. Brockhaus Verlag; 11. Auflage (1975), ISBN 3-417-00483-7

Kirchenlieder (Auswahl)
Die Informationen zu folgenden beiden Liedern stammen aus der Christlichen Liederdatenbank.
- Du, Herr Jesus, hältst gewiss (Melodie: R. Kelso Carter); veröffentlicht unter anderem in Jesu Name nie verklinget, Band 1, Nr. 120.
- Zünde an dein Feuer, Herr, im Herzen mir (vor 1961; Melodie: Naphtali Zwi (Herz) Imber, 1880 / Samuel Cohen, 1888); veröffentlicht unter anderem in Neue Gemeindelieder, Nr. 126.
- Von Berta Schmidt-Eller stammt auch eine neue Übersetzung des Liedes Jerusalem – The Holy City; die Anfangszeile lautet: Ich hab im Traum gesehen die Stadt Jerusalem.[3]